# Macaca nigra
Macaca nigra este o specie de maimuțe din genul macac, care pot fi găsite în rezervația naturală „Tangkoko Batuangus”, în nord-estul insulei Sulawesi (Celebes) din Indonezia, dar și pe unele insule mai mici din vecinătate.

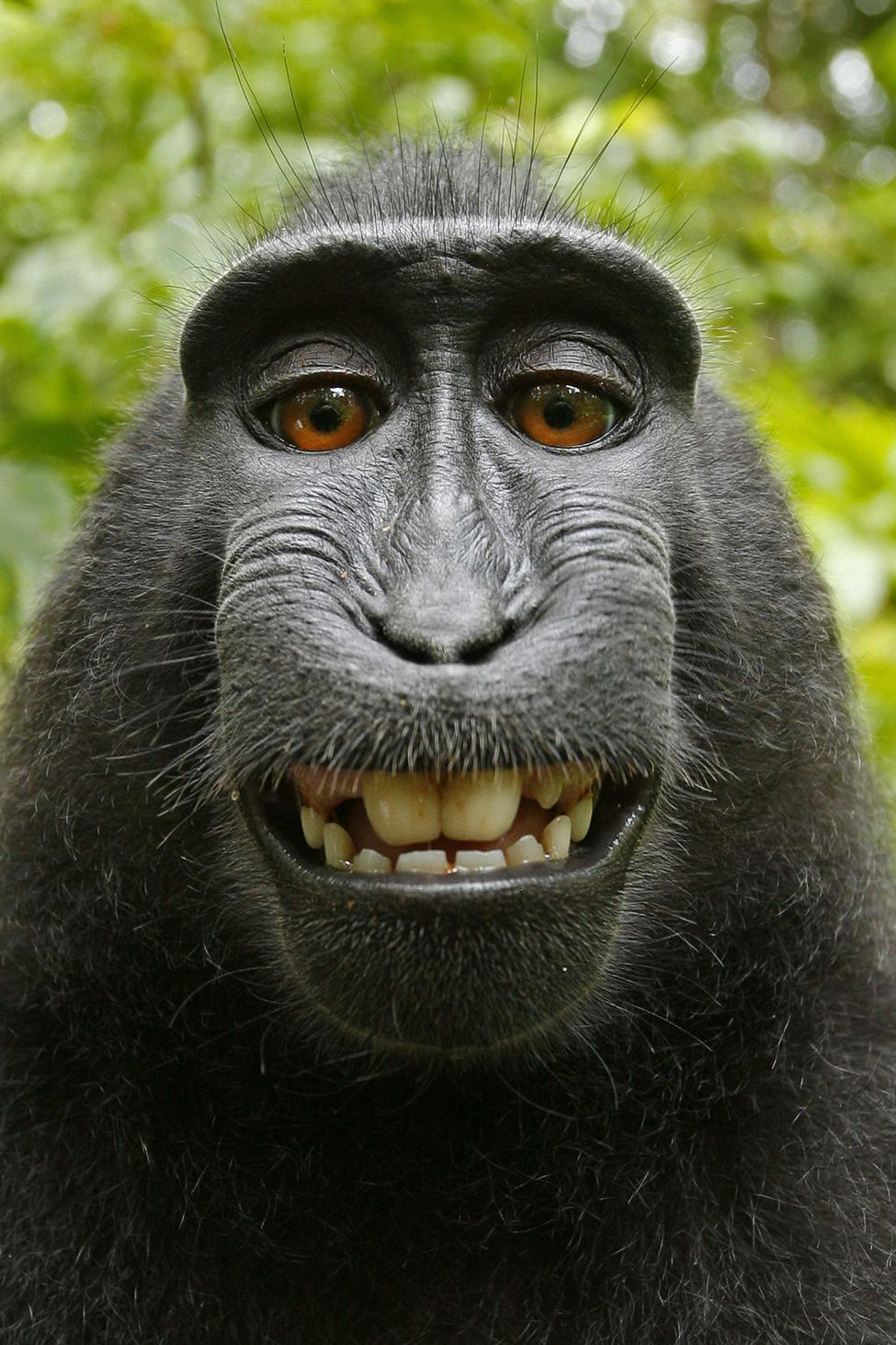
Poză autoportret (selfie) realizată de o macaca nigra